# NAW-gegevens
NAW-gegevens, of kortweg NAW, is een verkorte benaming voor een groep van veldnamen in een handmatig of geautomatiseerd adressen- of klantenbestand. De benaming is afgeleid van: naam, adres en woonplaats.
Op NAW-gegevens is de Algemene verordening gegevensbescherming van toepassing, ook als deze (nog) niet de naam van een persoon bevat. De combinatie adres en woonplaats op zichzelf is immers in de meeste gevallen voldoende om, mits koppeling met publiekelijk beschikbare andere data, een persoon te identificeren.